# Marcelo Brozović
Marcelo Brozović (* 16. November 1992 in Zagreb) ist ein kroatischer Fußballspieler.

## Karriere

### Vereine

#### Beginn in Zagreb
Brozović begann in Zagreb beim ortsansässigen NK Hrvatski dragovoljac mit dem Fußballspielen. Noch als A-Jugendlicher rückte er im Januar 2010 in den Profikader der in der 2. HNL, der zweithöchsten Spielklasse im kroatischen Fußball, spielenden Mannschaft auf. Am Saisonende 2009/10 als Dritter platziert, stieg er mit der Mannschaft, in die 1. HNL auf, bedingt durch die nicht gewährte Lizenz für diese Spielklasse des zweitplatzierten NK Pomorac Kostrena. In seiner Premierensaison in der höchsten kroatischen Spielklasse, in der er 22 Punktspiele bestritt und ein Tor erzielte, debütierte er am 24. Juli 2010 (1. Spieltag) bei der 1:4-Niederlage im Auswärtsspiel gegen den amtierenden Meister und Pokalsieger Dinamo Zagreb. Sein einziges Tor war der am 18. März 2011 (22. Spieltag) in der 80. Minute erzielte Siegtreffer zum 1:0 im Heimspiel gegen den NK Karlovac.
Es folgten zwei Spielzeiten beim Ligakonkurrenten Lokomotiva Zagreb, für den er bis zum 24. August 2012 (6. Spieltag) fünf Tore in insgesamt 33 Punktspielen erzielte, bevor er vom Ligakonkurrenten Dinamo Zagreb verpflichtet wurde. Sein Debüt für den amtierenden Meister und Pokalsieger gab er bereits am 14. September 2012 (8. Spieltag) beim torlosen Unentschieden im Heimspiel gegen den NK Osijek. In den drei Jahren, in denen er für den Verein 64 Punktspiele bestritt und neun Tore erzielte, gewann er ebenso oft die Meisterschaft und 2015 den nationalen Vereinspokal.

#### Fortsetzung in Mailand
Am 26. Januar 2015 wechselte Brozović auf Leihbasis zum italienischen Erstligisten Inter Mailand. Am 1. Februar 2015 (21. Spieltag) debütierte er für seinen Verein bei der 1:3-Niederlage im Auswärtsspiel gegen die US Sassuolo Calcio und bestritt bis zum 31. Mai 2015 (38. Spieltag) 15 Punktspiele, in denen ihm ein Tor gelang. Mit Saisonbeginn 2015/16 wurde er vom Verein dauerhaft unter Vertrag genommen. Sechs Jahre später feierte er dort erstmals den nationalen Meistertitel.

#### Wechsel nach Saudi-Arabien
Im Sommer 2023 wechselte er zum Al-Nassr FC nach Saudi-Arabien.

### Nationalmannschaft
Seit August 2009 kam Brozović in den Juniorennationalmannschaften Kroatiens zum Einsatz; in den Mannschaften der Altersklasse U-18 bis U-21 kam er in insgesamt 23 Länderspielen zum Einsatz, in denen er zehn Tore erzielte. Am 31. Mai 2014 wurde er von Nationaltrainer Niko Kovač in den Kader für die Weltmeisterschaft 2014 in Brasilien berufen, ohne jemals zuvor einen Einsatz in der Nationalmannschaft Kroatiens bestritten zu haben. Sein Debüt gab er bereits vor dem Weltmeisterschaftsturnier am 6. Juni 2014 in Salvador beim 1:0-Sieg über die Nationalmannschaft Australiens. Fünf Tage später wurde er im WM-Eröffnungsspiel bei der 1:3-Niederlage gegen die Seleção in der 60. Minute für Mateo Kovačić eingewechselt.
Bei der Europameisterschaft 2016 in Frankreich wurde er in das kroatische Aufgebot aufgenommen. In der mit 1:0 gewonnenen Auftaktbegegnung gegen die Nationalmannschaft der Türkei gehörte er ebenso zur Stammelf, wie auch danach gegen die Nationalmannschaft Tschechiens, wo er Vorlagengeber für die zwischenzeitliche 2:0-Führung beim 2:2-Endstand war. Nachdem er, wie vier weitere Spieler, im letzten Gruppenspiel geschont wurde, bestritt er im Achtelfinale 90 Minuten inklusive Verlängerung. Dort unterlag das Team gegen die Nationalmannschaft Portugals mit 0:1 und schied aus dem Turnier aus.
Bei der Europameisterschaft 2021 war er Bestandteil des kroatischen Kaders, welcher bei dem Turnier im Achtelfinale gegen Spanien ausschied. Bei der Weltmeisterschaft 2022 stand er erneut im kroatischen Aufgebot, das Dritter des Turniers wurde.

## Erfolge
Nationalmannschaft
- Vizeweltmeister 2018

Dinamo Zagreb
- Kroatischer Meister 2013, 2014, 2015
- Kroatischer Pokalsieger 2015

Inter Mailand
- Italienischer Meister 2021
- Italienischer Supercupsieger 2021
- Italienischer Pokal: 2023

Persönliche Auszeichnungen
- Spieler des Monats der Serie A: April 2022
- Bester Mittelfeldspieler der Serie A: 2021/22
- Team des Jahres der Serie A: 2022